# Freden i Tilsit

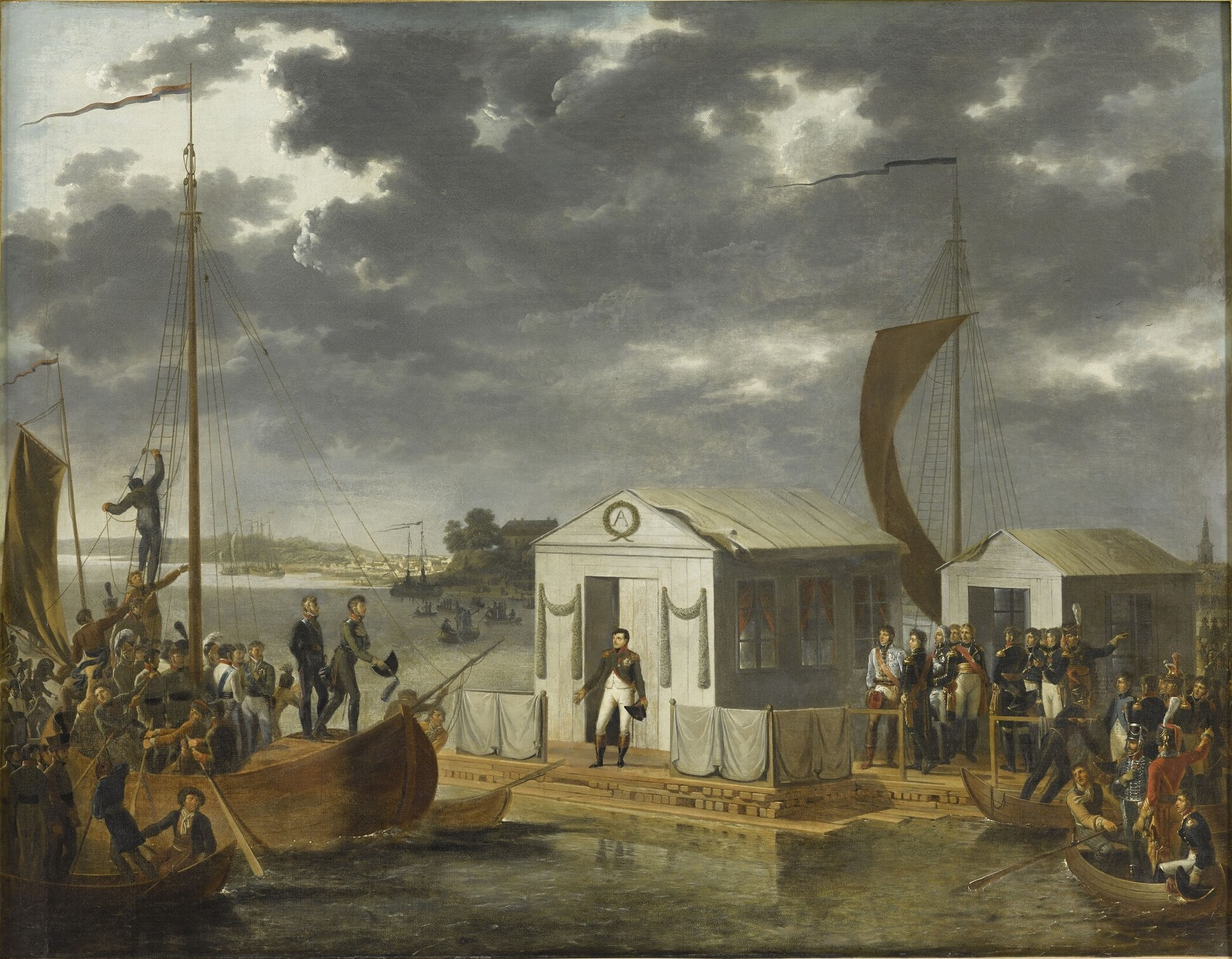
Förhandlingarna i Tilsit.

Freden i Tilsit slöts den 7 juli 1807 i Tilsit i Ostpreussen, nuvarande Sovetsk i den ryska Kaliningradexklaven, mellan Frankrike och Ryssland och den 9 juli samma år mellan Frankrike och Preussen. Den 9 juli undertecknades även ett hemligt fördrag mellan Ryssland och Frankrike.

## Fredsvillkoren
Preussen miste mer än hälften av sitt område och avträdde alla sina besittningar väster om Elbe, av vilket bildades kungariket Westfalen, kretsen Cottbus till kungariket Sachsen, alla sedan 1772 förvärvade polska besittningar till det nybildade hertigdömet Warszawa (endast guvernementet Bialystok tillföll Ryssland), samt staden Danzig, som blev en fri stad.
Preussen och Ryssland erkände Napoleons bröder Josef, Louis och Jérôme som konungar i Spanien, Kungariket Holland och Westfalen, samt Rhenförbundet.
Genom ett särskilt fördrag med Preussen den 12 juli utbetalades en krigsskadeersättning, vars belopp ej fastställts, som villkor för att de franska trupperna skulle utrymma landet. 

## Tilsitalliansen
Det hemliga fördraget mellan Ryssland och Frankrike hade karaktären av en offensiv och defensiv allians. Det huvudsakliga innehållet var att, om England inte ville ingå fred med Frankrike genom rysk medling innan den 1 november, enligt givna villkor, skulle Ryssland göra gemensam sak med Frankrike och hoven i Köpenhamn, Stockholm och Lissabon uppmanas att förklara England krig. Villkoren var att alla makters flaggor skulle vara likvärdiga på haven och att de från Frankrike och dess allierade sedan 1805 erövrade kolonierna skulle återställas. De av de tre hoven, som vägrade följa uppmaningen, skulle betraktas som de allierades gemensamma fiende. Det stadgades särskilt att, om Sverige vägrade, skulle Danmark tvingas till krig emot Sverige. Vidare överenskoms att, om Osmanska riket inte vill antaga Frankrikes medling och sluta fred med Ryssland, skulle det förlora alla dess europeiska provinser, förutom Konstantinopel och Rumilien.
Det saknas tillförlitliga uppgifter om de muntliga avtal som träffades mellan Napoleon och tsar Alexander vid deras upprepade sammanträffanden under fredsförhandlingarna, första gången på en flotte i Njemenfloden den 21 juni. Det är därför oklart om Napoleon i Tilsit uppmanade Alexander att erövra Finland.
Den i Tilsit slutna alliansen mellan Ryssland och Frankrike hade betydelse för den europeiska politiken fram till år 1812.